# Friedrich Wilhelm Gotter

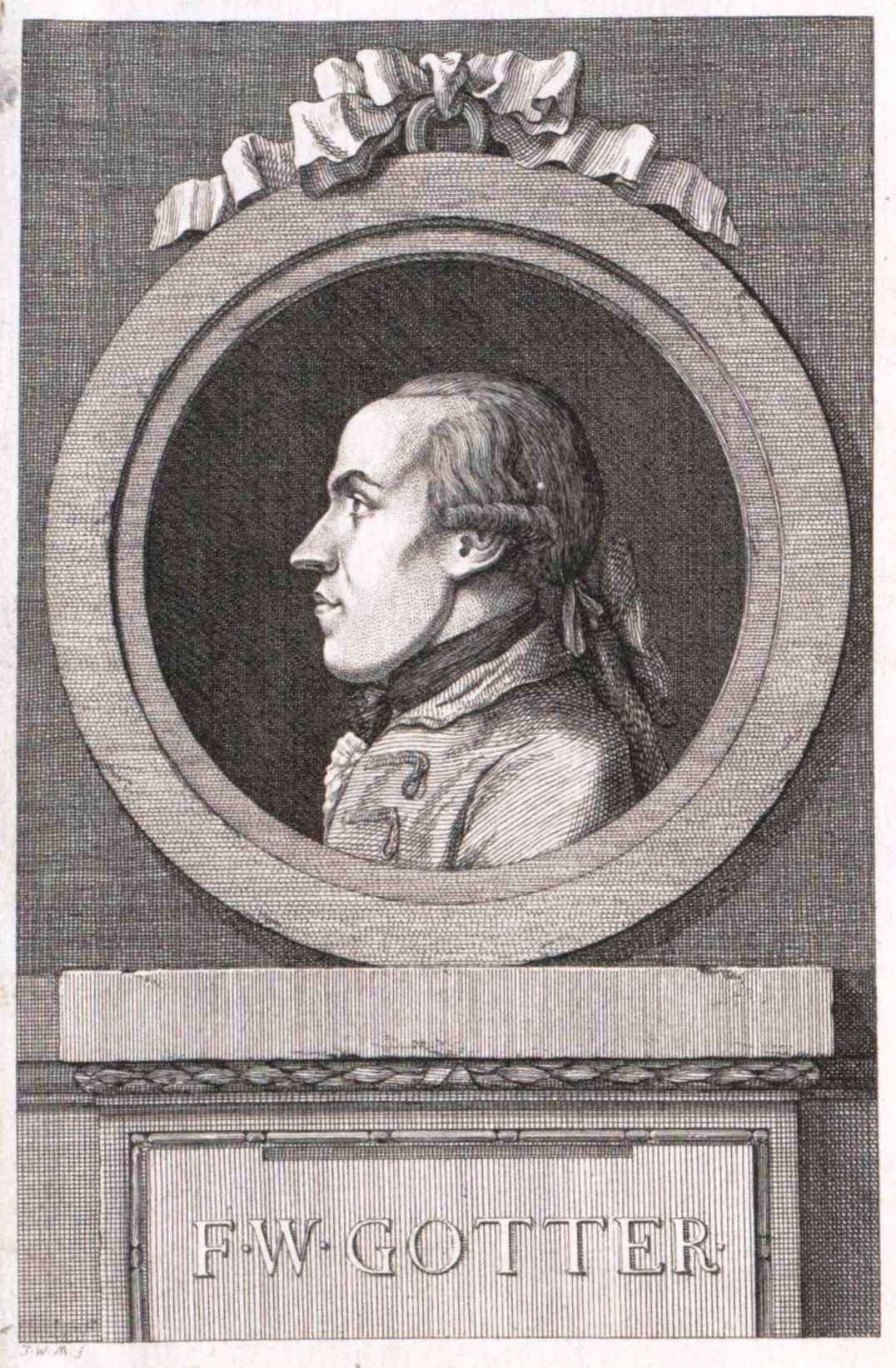
Friedrich Wilhelm Gotter, Stich von Johann Wilhelm Meil

Friedrich Wilhelm Gotter (* 3. September 1746 in Gotha; † 18. März 1797 ebenda) war ein deutscher Schriftsteller und Lyriker.

## Herkunft
Friedrich Wilhelm Gotter wuchs in einer angesehenen Gothaer Beamtenfamilie auf. Sein Urgroßvater war der Oberhofprediger und Generalsuperintendenten Johann Christian Gotter (1607–1677), sein Großvater der bekannte Kirchenlieddichter und Jurist Ludwig Andreas Gotter. Seine Eltern waren der  Legationsrat Heinrich Ernst Gotter (1703–1772) und dessen Ehefrau Ludmilla Magdalena Wilhelmine von Gotter, eine Schwester des Diplomaten Gustav Adolf von Gotter.

## Familie
Friedrich Wilhelm Gotter heiratete 1780 die Gothaerin Luise Stieler (1760–1826), eine Tochter des Erfurter Bürgermeisters Caspar Hermann Stieler. Der Ehe entsprossen vier Töchter und ein Sohn, deren bekannteste Angelica Pauline Amalie (1786–1854) ist, die nach Caroline Schelling die zweite Ehefrau von Friedrich Wilhelm Schelling wurde. Ihre Schwestern Cäcilie (1782–1844) und Julie (1783–1863) starben unverheiratet. Ferner starb in jungen Jahren Pauline (1781–1785) und Gustav (1785–1785).

## Leben und Wirken
Gotter erhielt frühzeitig eine fundierte wissenschaftliche und fremdsprachliche Ausbildung im Privatunterricht, ohne Gymnasialbesuch. Bereits in früher Jugend folgten die ersten dichterischen Versuche.
Im Jahr 1763 begann er ein Studium der Rechtswissenschaften in Göttingen. In dieser Zeit begann er sich für die Schauspielkunst zu interessieren und gründete selbst eine Schauspielgruppe. Für diese schrieb und dichtete er auch. Gemeinsam mit Heinrich Christian Boie begründete Gotter den Göttinger Musenalmanach, der erstmals 1770 bei Johann Christian Dieterich erschien.
1766, nach Beendigung seines Studiums ging Gotter nach Gotha zurück, wo er zunächst die Stellung eines zweiten Geheimen Archivars am Hofe Herzog Ernsts II. von Sachsen-Gotha-Altenburg bekleidete. 1767 ging er als Legationssekretär mit Freiherr von Flemmingen ans Reichskammergericht in Wetzlar, wo er 1769 Bekanntschaft mit Goethe machte. Von hier unternahm er eine Bildungsreise nach Lyon und durch die Schweiz. Seit 1770 war Gotter Mitherausgeber des „Göttinger Musenalmanach“. 1774 reiste er aus gesundheitlichen Gründen erneut für ein paar Monate nach Lyon, wo er jede Theatervorstellung besuchte.
Parallel dazu blieb Friedrich Wilhelm Gotter weiterhin schriftstellerisch tätig und unterhielt enge Kontakte zu Theatergruppen. Weiterhin pflegte er enge Beziehungen zu Theaterdirektoren und Schauspielern wie z. B. Friedrich Ludwig Schröder, August Wilhelm Iffland, Conrad Ekhof und Karl Theodor von Dalberg.
Die literarischen Werke Friedrich Wilhelm Gotters sind sehr umfassend und vielfältig. Er schrieb u. a. mehr als vierzig Theaterstücke. Diese Werke machten ihn zu Lebzeiten zu einem der meistgespielten Schriftsteller an deutschen Bühnen. Er wirkte weiterhin auch als Schauspieler und Regisseur bei der Aufführung seiner Werke mit. Darüber hinaus schrieb er zahlreiche Vorlagen für Singspiele (Libretti) sowie Dramen und Gedichte.
Am bekanntesten ist sicherlich sein Gedicht “Schlafe, mein Prinzchen, schlaf ein!” aus dem Schauspiel “Esther”, das von Johann Friedrich Anton Fleischmann und in Anlehnung an dessen Komposition auch von Bernhard Flies vertont wurde. Fälschlicherweise wurde diese Komposition lange Mozart zugeschrieben (KV350).

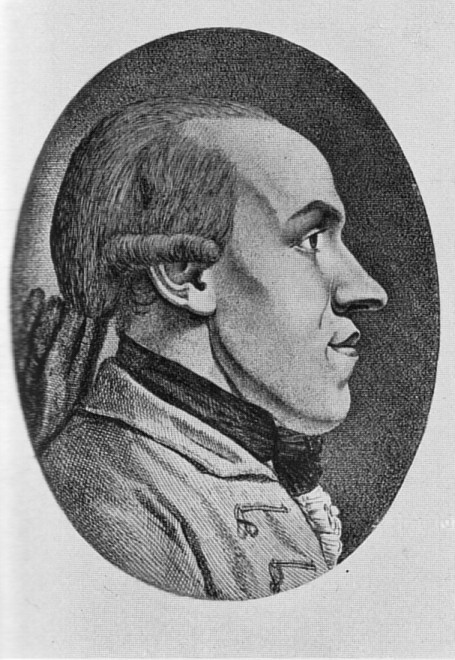
Johann Friedrich Wilhelm Gotter

Das ironische Gedicht „Das unbefangene Mädchen“ (Ich bin ein Mädchen, fein und jung ... Laßt andre Engel sein!) ist typisch für Gotters Stil. Es wurde von Corona Schröter (1751–1802), später auch von Franz Biebl (1906–2001) vertont.

## Werke (Auswahl)
- Singspiele
  - Medea. Ein mit Musik vermischtes Drama. Melodrama. Leipzig 1775. Musik Georg Anton Benda (Digitalisat in der Digitalen Bibliothek Mecklenburg-Vorpommern)
  - Der Dorfjahrmarkt oder Bärbchen und Lukas. Singspiel. Gotha 1775. Musik Georg Anton Benda
  - Romeo und Julie. Singspiel in drei Akten. Gotha 1776. Musik Georg Anton Benda
  - Walder. Singspiel. Gotha 1776. Musik Georg Anton Benda
- Schauspiel Esther
- Gedichte
  - Blaubarth war ein reicher Mann
  - Ich bin ein Mädchen, fein und jung
- Theaterstücke
  - Mariane, ein bürgerliches Trauerspiel in drey Aufzügen. Mit einem Nachwort hrsg. von Julia Bohnengel und Alexander Košenina. Hannover 2022. Wehrhahn Verlag. ISBN 978-3-86525-974-5
  - Die Erbschleicher. Ein Lustspiel in fünf Akten. Dyk, Leipzig 1789 (Digitalisat und Volltext im Deutschen Textarchiv) Mit einem Nachwort hrsg. von Alexander Košenina. Hannover 2023. Wehrhahn Verlag. ISBN 978-3-86525-986-8
  - Der schwarze Mann. Eine Posse in zwey Akten. Leipzig 1784. Mit einer Nachbemerkung hrsg. von Michael Rüppel. Revonnah Verlag. ISBN 3-927715-77-8
  - Der argwöhnische Ehemann. Ein Lustspiel in fünf Aufzügen. Mit einem Nachwort hrsg. von Thorsten Unger. Wehrhahn Verlag. ISBN 3-86525-024-6
- Opernlibretto
  - Die Geisterinsel

## Sonstiges
Friedrich Wilhelm Gotter fand seine letzte Ruhestätte auf dem Gothaer Friedhof I (auch Alter Gottesacker genannt) zwischen Werderstraße (heute Bohnstedtstraße) und Eisenacher Straße. Bei der 1904 erfolgten Beräumung des Friedhofs für den Bau von Stadtbad und Arnoldischule verschwand sein Grabstein.